# Johannes Bornschürer
Johannes Bornschürer (* 5. November 1625 in Schmalkalden; † 5. Dezember 1677 in Tann) war ein deutscher evangelischer Theologe und Kirchenlieddichter.
Er studierte an den Universitäten Marburg, Jena, Erfurt und Straßburg Theologie und schloss in Straßburg mit dem Magisterexamen ab. 1650 wurde er Pfarrer von Brotterode, 1657 von Steinbach-Hallenberg, 1661 Diakon in seiner Geburtsstadt Schmalkalden und 1670 Diakon der Stadt Tann. Er ist Herausgeber des Tannischen Gesangbuchs (1676), in dem fünf seiner selbstgedichteten Lieder enthalten sind.